# Psychotria aroensis
Psychotria aroensis är en måreväxtart som beskrevs av Julian Alfred Steyermark. Psychotria aroensis ingår i släktet Psychotria och familjen måreväxter. Inga underarter finns listade i Catalogue of Life.